# Beatrice Mallet
Pour les articles homonymes, voir Mallet.
Beatrice Mallet, née le 28 août 1896 à Long Eaton (Royaume-Uni) et morte le 4 juin 1951 à Sarcelles (France), est une illustratrice de publicité française.

## Biographie
Beatrice Fox naît à Long Eaton, près de Nottingham en Angleterre, le 28 août 1896. Les parents de Beatrice, William Fox et Clara Hefford-Fox, ont une entreprise familiale de fabrication de dentelles, et déjà quatre filles et un garçon plus âgés qu’elle. Elle étudie l'art à la Derby Road School puis à la Nottingham School of Art (en).
Elle épouse un peintre français, Hervé Mallet, le 24 avril 1919, et le couple s’installe à Paris en mai 1919. Son mari meurt par hydrocution à Mériel le 10 septembre 1939, et la même année Beatrice Mallet retourne en Angleterre. Elle revient en France après la guerre et s’installe dans le Val-d'Oise.
Beatrice Mallet meurt rapidement d’un cancer des poumons à Sarcelle le 4 juin 1951. Elle est enterrée avec son mari dans la partie ancienne du cimetière de L'Isle-Adam.

## Œuvre

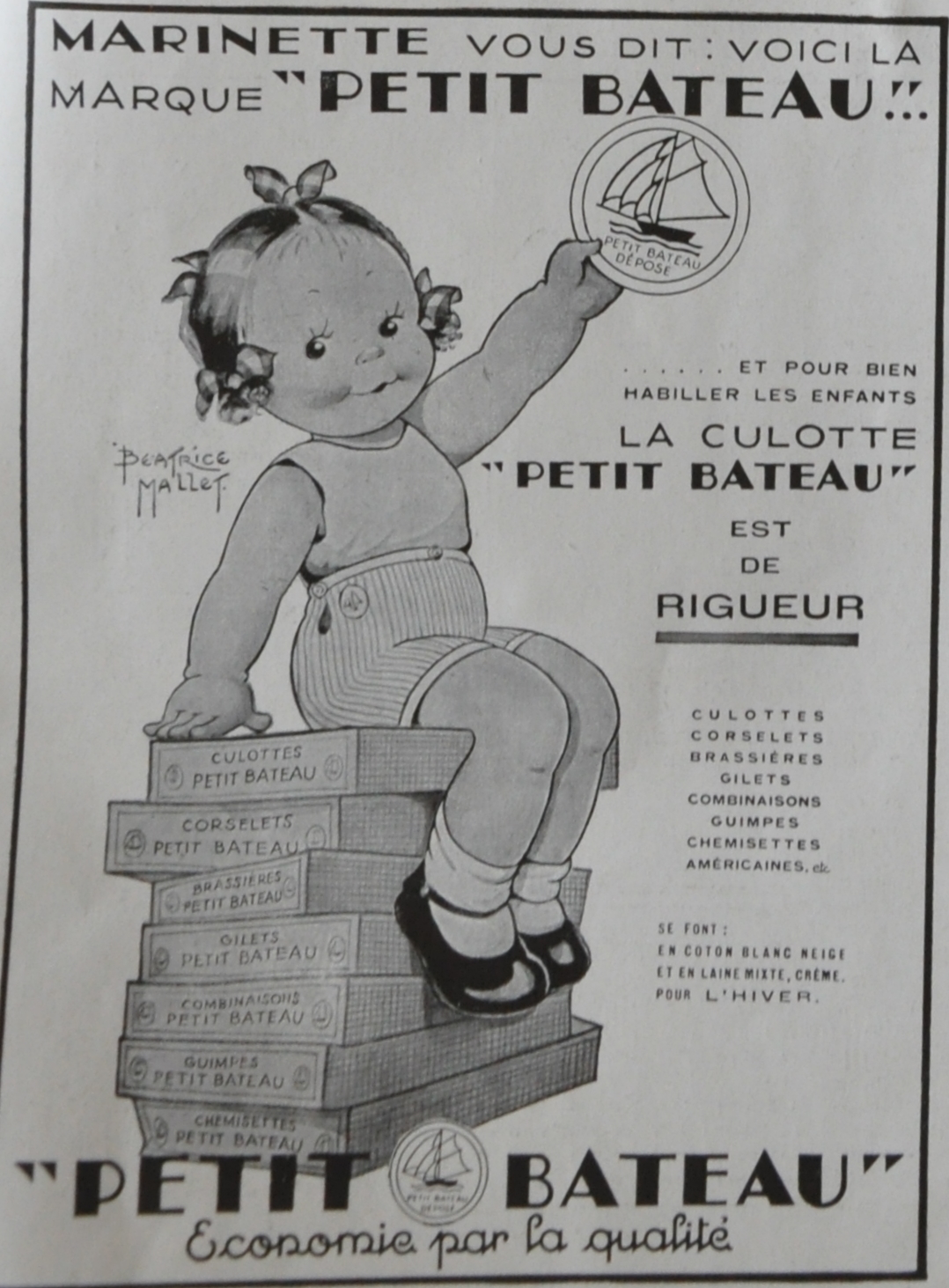
Publicité pour Petit Bateau illustrée par Beatrice Mallet (1932).

Sa première œuvre connue est la réalisation de la couverture du catalogue de jouets des Galeries Lafayette à Paris, paru le mardi 6 décembre 1921. Entre 1930 et 1939, Beatrice Mallet crée des publicités pour la marque de sous-vêtements Petit Bateau. En 1937 la publicité pour la culotte Petit Bateau reçoit le Grand Prix de l’Exposition internationale de Paris. En 1936, Beatrice publie des livres comme la trilogie des Mamichou, Hubert du bois, Zoo city, Mother goose, La Sœur de Gribouille, et Le Voyage de Gulliver (avec la participation de son mari). Ses petits personnages enfantins, mis en situation, illustrent des livres de littérature enfantine ou vantent les qualités d'un produit ou d'une marque. Son œuvre se rapproche de sa contemporaine Germaine Bouret.
Elle a notamment illustré l'étiquette des crèmes de gruyère, fabriquée en Franche-Comté et dénommée « La vache et l'enfant ».